# Petr Jedinák
Petr Jedinák (* 3. září 1963 Praha) je český fotograf. Téměř dvacet let pracoval jako portrétní fotograf a obrazový redaktor pro časopis Reflex. V současnosti pracuje jako volný vizuální umělec a věnuje se především ambrotypii.

## Život a tvorba
Vystudoval VŠCHT v Praze. Po ukončení studia až do roku 1990 byl zaměstnán jako redaktor (mj. časopis Československá fotografie, Obrazové zpravodajství ČTK, Pressfoto a Československý rozhlas). V roce 1990 nastoupil jako vedoucí fotografů do deníku Metropolitan a o rok později přešel do časopisu Reflex, kde od roku 1993 byl obrazovým redaktorem a vedoucím fotografů. Ve své práci pro tištěná média se specializoval na portrétní fotografii.
Jeho fotografie ilustrují přes dvacet knižních titulů. V letech 1994–1995 byl spoluautorem řady televizních dokumentů pro publicistický magazín ČT „Kontakt“ a jeho moderátorem. V roce 2003 publikoval autorskou monografii Cesty k portrétu. Od roku 2010 se věnuje vlastní filmové dokumentární tvorbě a práci na hudebních klipech. Jako vysokoškolský pedagog působil v letech 2011 – 2015 na Literární akademii (Soukromé vysoké školy Josefa Škvoreckého) a v atelieru fotografie ADI (ART & DESIGN INSTITUT).
Od roku 2008 pracuje jako fotograf ve svobodném povoláni. Od roku 2014 využívá ve své volné tvorbě ambrotypii – historický fotografický proces z roku 1851. Digitální technologie využívá při fotografování mimo svůj ateliér. Jeho hlavními tématy jsou ženská těla, lidská sexualita a svět shibari.

## Výstavy
- 1983, Praha – autorská výstava Představy
- 2010, 2012, Praha – Bienále výtvarných forem
- 2011, Praha – Pražské quadriennale
- 2012, Paříž – České centrum – projekt Přesahy
- 2016, Praha – PraguePhoto
- 2016, Praha – Galerie Dolmen / Akt
- 2016, Praha – Galerie Litera / Orgasmické portréty
- 2017, Praha – Galerie Analogue / ANGELS
- 2017, Praha – DSC Gallery / SEXUAL PERSONAE
- 2017, Praha – Paralelní Polis / HIDDEN PLEASURES
- 2017, Praha – DriveHouse / HOLY BODY
- 2017, Praha – Knupp Gallery / JEDINÁ KRÁSA
- 2018, Olomouc – Galerie Ateliér KD / ANDĚLÉ JSOU ŽENY
- 2018, Praha – Galerie Tančící dům / ORGASMIC PORTRAITS
- 2018, Praha – Knupp Gallery / SVÁTOST TĚLA
- 2018, Pevnost Josefov, Ostrava – Důl Michal / ART-BRUT-ALL: LOUDS PF CLOUDS
- 2018, Praha, DriveHouse / MUŽI MŮŽOU

## Knihy
- Holy Body, vlastním nákladem – limitovaná edice 50 ks, Petr Jedinák, 2018
- Jediná krása, Smršť, 2017
- Cesty k portrétu, Computer Press, 2003